# Gerd Weber
Pour les articles homonymes, voir Weber.
Gerd Weber, né le 31 mai 1956 à Dresde, est un footballeur est-allemand des années 1970.

## Biographie
En tant que milieu, Gerd Weber fut international est-allemand à 35 reprises (1975-1980) pour 5 buts marqués.
Il participa aux Jeux olympiques de 1976. Il fut titulaire contre le Brésil et contre l'Espagne. Il est remplacé par Hartmut Schade à la 76e minute, semble-t-il à la suite d'une blessure puisqu'il ne joue aucun mach par la suite dans ce tournoi. Il est médaillé d'or.
Il joua au SG Dynamo Dresde de 1970 à 1981. Il remporta 4 DDR-Oberliga, une coupe de RDA en 1977.
En 1981, le 24 janvier 1981, le jour même du départ pour un match en Argentine, lui, Peter Kotte et Matthias Müller sont arrêtés à l'aéroport de Berlin par la Stasi. Weber était en contact avec le club ouest-allemand du 1. FC Cologne. Il demanda de l'aide pour rejoindre l'Ouest, mais en vain. Il est condamné à 2 ans et 3 mois de prison. Sa peine sera commuée en sursis le 14 décembre 1981
En 1989, à la suite de la chute du Mur de Berlin, il est libéré bien que n'ayant pas fait toute sa peine de prison, mais il lui est interdit de rejouer dans le football professionnel.

## Clubs
- 1970-1981 :  SG Dynamo Dresde

## Palmarès
- Jeux olympiques
  - Vainqueur en 1976
- Championnat de RDA de football
  - Champion en 1973, en 1976, en 1977 et en 1978
  - Vice-champion en 1979 et en 1980
- Coupe d'Allemagne de l'Est de football
  - Vainqueur en 1977
  - Finaliste en 1974 et en 1978